# 洛伊斯·惠勒·斯诺
洛伊斯·惠勒·斯诺（英語： 1920年7月12日—2018年4月3日）美国女演员，埃德加·斯诺第二任妻子，生于加利福尼亚州斯托克顿，1970年随丈夫首次访问中国，曾与毛泽东和周恩来见面。1989年，斯诺谴责中共暴力镇压天安门抗议者，给邓小平、朱镕基等中国高层领导人写信，希望借助她丈夫在中国的声望，呼吁人们去关注被六四事件影响的家庭的困境；2000年4月1日早上嘗試到中國人民大學探望丁子霖被便衣警察阻止，是次離境後便再沒有踏足過中國土地。
2018年4月3日在瑞士西部尼永的一家医院逝世
。